# نهر قسطون
نهر قسطون، نهر صغير في سهل الغاب يمر من قرية قسطون الواقعة في ناحية الزيارة، وهو من الروافد اليمينية لنهر العاصي. يبلغ طوله 10 كم. ويتكون من نبعين ينبثقان عند أقدام جبل الزاوية: النبع الجنوبي ويبعد عن القرية 3 كم عند نهاية السفح الغربي لجبل الزاوية، والنبع الشمالي ويبعد عن القرية 1.5 كم نحو الشمال ويُسمى عين الحيلان. يعتبر نهر قسطون من الأنهار دائمة الجريان، واديه عميق من نبعيه حتى قرية قسطون، ثم يتابع جريانه في أراضٍ سهلية حتى ينتهي في قناة الغاب الشرقية. أقيم عليه مشروع لإرواء مدينة معرة النعمان، ويستفاد من مياهه في الشرب والري. ويبلغ صبيب النهر 3 متر مكعب/ثا.